# Pepsideild 2019
Die Pepsideild 2019 war die 108. Spielzeit der höchsten isländischen Fußballliga. Sie begann am 26. April 2019 und endete am 19. August 2019 mit dem 22. Spieltag.

## Modus
Die zwölf Teams der Liga spielten in einer einfachen Hin- und Rückrunde gegeneinander, so dass jedes Team 22 Spiele absolvierte. Die zwei letztplatzierten Mannschaften stiegen zum Saisonende ab.
Der Meister ist für die Qualifikation der Champions League 2020/21 zugelassen, die zweit- und drittplatzierte Mannschaft sowie der Pokalsieger für die Europa League.

## Vereine
Im Vergleich zum Vorjahr veränderte sich die Ligazusammensetzung folgendermaßen: Fjölnir Reykjavík und Keflavík ÍF stiegen als elft- bzw. zwölftplatziertes Team der Saison 2018 in die 1. deild karla (2. Leistungsstufe) ab. Der dortige Meister ÍA Akranes sowie der zweitplatzierte HK Kópavogur stiegen dagegen in die erste Liga auf.
| Verein               | Wappen                    | Stadt          | Stadion           | Kapazität |
| -------------------- | ------------------------- | -------------- | ----------------- | --------- |
| FH Hafnarfjörður     | FH Hafnarfjörður          | Hafnarfjörður  | Kaplakriki        | 06.738    |
| Breiðablik Kópavogur | Breiðablik Kópavogur      | Kópavogur      | Kópavogsvöllur    | 05.501    |
| HK Kópavogur         | HK Kópavogur              | Kópavogur      | Kórinn            | 01.452    |
| ÍF Fylkir Reykjavík  | ÍF Fylkir Reykjavík       | Reykjavík      | Fylkisvöllur      | 02.872    |
| UMF Grindavík        | Ungmennafélag Grindavíkur | Grindavík      | Grindavíkurvöllur | 01.750    |
| ÍA Akranes           | ÍA Akranes                | Akranes        | Akranesvöllur     | 04.850    |
| KA Akureyri          | KA Akureyri               | Akureyri       | Akureyrarvöllur   | 03.500    |
| KR Reykjavík         | KR Reykjavík              | Reykjavík      | KR-völlur         | 03.333    |
| Valur Reykjavík      |                           | Reykjavík      | Hlíðarendi        | 03.000    |
| Víkingur Reykjavík   | Víkingur Reykjavík        | Reykjavík      | Víkin             | 01.100    |
| UMF Stjarnan         | Ungmennafélagið Stjarnan  | Garðabær       | Stjörnuvöllur     | 01.292    |
| ÍBV Vestmannaeyjar   | ÍB Vestmannaeyja          | Vestmannaeyjar | Hásteinsvöllur    | 02.834    |

## Abschlusstabelle
| Pl. | Verein               | Sp. | S  | U  | N  | Tore    | Diff. | Punkte |
| --- | -------------------- | --- | -- | -- | -- | ------- | ----- | ------ |
| 1.  | KR Reykjavík         | 22  | 16 | 4  | 2  | 044:230 | +21   | 52     |
| 2.  | Breiðablik Kópavogur | 22  | 11 | 5  | 6  | 045:310 | +14   | 38     |
| 3.  | FH Hafnarfjörður     | 22  | 11 | 4  | 7  | 040:360 | +4    | 37     |
| 4.  | UMF Stjarnan (P)     | 22  | 9  | 8  | 5  | 040:340 | +6    | 35     |
| 5.  | KA Akureyri          | 22  | 9  | 4  | 9  | 034:340 | ±0    | 31     |
| 6.  | Valur Reykjavík (M)  | 22  | 8  | 5  | 9  | 038:340 | +4    | 29     |
| 7.  | Víkingur Reykjavík   | 22  | 7  | 7  | 8  | 037:350 | +2    | 28     |
| 8.  | ÍF Fylkir Reykjavík  | 22  | 8  | 4  | 10 | 038:440 | −6    | 28     |
| 9.  | HK Kópavogur (N)     | 22  | 7  | 6  | 9  | 029:290 | ±0    | 27     |
| 10. | ÍA Akranes (N)       | 22  | 7  | 6  | 9  | 027:320 | −5    | 27     |
| 11. | UMF Grindavík        | 22  | 3  | 11 | 8  | 017:280 | −11   | 20     |
| 12. | ÍBV Vestmannaeyjar   | 22  | 2  | 4  | 16 | 023:520 | −29   | 10     |

Platzierungskriterien: 1. Punkte – 2. Tordifferenz – 3. geschossene Tore

| (M) | amtierender isländischer Meister     |
| (P) | amtierender isländischer Pokalsieger |
| (N) | Neuaufsteiger der letzten Saison     |